# 桑比亚半岛

桑比亚是位于加里宁格勒西北方的一座半岛

桑比亚半岛（俄语：Самбийский полуостров，羅馬化：Sambiysky poluostrov，直译：「桑比亚半岛」，英语：Sambia）或萨姆兰（德语：Samland，羅馬化：Zemlandsky poluostrov，直译：「泽姆拉迪克半岛」），在俄罗斯官方称加里宁格勒半岛 （俄语：Калининградский полуостров，Kaliningradsky poluostrov）是俄罗斯加里宁格勒州的一座半岛，位于波罗的海东南沿岸。

## 名字
桑比亚半岛得名于已经消亡的古普鲁士人的分支——桑比安人。桑比亚半岛在德语及日耳曼语族中称为桑兰（Samland），在波兰语和拉丁语中称为桑比亚（Sambia），在立陶宛语中称为森巴（Semba）。

## 历史

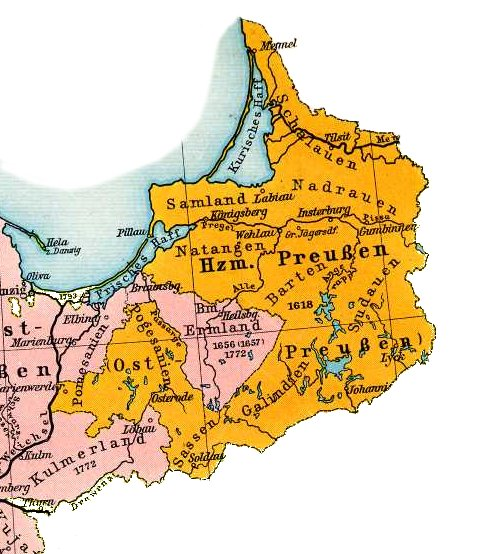
普鲁士公国中的桑比亚半岛

桑比亚半岛最初由桑比安人居住，13世纪时该地区被条顿骑士团占领。1243年，桑兰教区划定，成为普鲁士四个教区之一。来自神圣罗马帝国的移民逐渐定居桑比亚，而普鲁士桑比安人则慢慢被同化。古普鲁士语在18世纪初消失，在此之前，桑比亚半岛是使用该种语言的最后一个地区。
1525年，条顿骑士团国宣布世俗化，桑比亚半岛成为普鲁士公国的一部分。1701年，霍亨索伦家族建立普鲁士王国。1773年，桑比亚成为东普鲁士省的一部分。1871年，随着德意志统一，桑比亚半岛加入德意志帝国。
第一次世界大战后，桑比亚半岛成为魏玛共和国的飞地。
第二次世界大戰期間，德國人在施圖特霍夫集中營和該地區的盟軍戰俘集結中心設立了兩個分營。波蘭抵抗運動在該地區很活躍，其活動包括對德國活動進行間諜活動和分發波蘭地下報刊。
1945年第二次世界大战后，桑比亚半岛成为苏联加里宁格勒州的一部分，其名源于附近的城市加里宁格勒，而该地区的德国人也逐渐被驱逐，最终被俄罗斯人和白俄罗斯人取代。

## 地理与地质
貝德克爾旅行指南对桑比亚半岛如此描述：“一个肥沃和森林茂密的地区，有多个湖泊，位于柯尼斯堡以北”。半岛的最高点海拔360英尺，位于Pereslavskoe（Drugehnen）以北12英里处的滑雪胜地，当时被称为Galtgarben。这里曾经还有一个桑蘭火车站。截至2010年，Pereslavskoe火车站提供从加里宁格勒到斯韦特洛戈尔斯克的 "蓝箭 "铁路线服务。
桑比亚半岛拥有两处滨海旅游胜地：泽列诺格拉茨克和斯韦特洛戈尔斯克。

### 琥珀
桑比亚半岛发现琥珀的历史已经超过二千年，特别是在加里宁格勒附近的沿海地区。歷史和傳說中曾提過，有一条古老的贸易路线被称作琥珀之路，从古普鲁士人的定居地考普和埃尔布隆格附近的特鲁索出发，往南将琥珀贩卖到黑海及亞得里亞海。在德意志帝國時代，採集琥珀的权利被霍亨索伦王朝所垄断，去海边的游客被禁止拾取任何碎片。从19世纪开始，德国人以工业规模开采琥珀，在1945年之后由苏联人/俄国人在揚塔爾內（原德语：Palmnicken）开采琥珀。